# وزارة الصحة (تونس)
وزارة الصحة هي الوزارة المسؤولة عن الصحة في تونس.

## المهام
تتمثل مهمة وزارة الصحة في السهر على صحة السكان قصد المساعدة على حصول تطور منسجم لطاقاتهم البدنية والذهنية وإيجاد الملائمة بينها وبين المحيط الطبيعي والبيئة الاجتماعية للبلاد وذلك بمقاومة كل أسباب تدهور سلامتهم الجسدية أو الفكرية مما قد يصيبهم فرادى أو جماعيا. ولهذا الغرض فهي تعد للحكومة سياسة الصحة العمومية وتخطيطها وتسهر على وضعها موضع التطبيق وتراقب تنفيذها في ثلاثة مجالات وهي: الوقاية والعلاج والتدريب على الحركة.

## الهيكل التنظيمي
تنظيم وزارة حسب الأمر عدد 793 لسنة 1981 المؤرخ في 9 جوان (يونيو)1981 والمتعلق بتنظيم مصالح الإدارة المركزية للوزارة كما تم تنقيحه وإتمامه بالأوامر اللاحقة:
- كاتبة الدولة للصحة
- ديوان الوزير
  - وحدة التعاون الفني
  - الإدارة الفرعية للتوثيق والمحفوظات
  - مصلحة العلاقات العمومية
  - مصلحة مكتب الضبط المركزي
  - وحدة تنسيق أنشطة الإدارات الجهوية للصحة
  - وحدة متابعة المؤسسات العمومية التي لا تكتسي صبغة إدارية والمنشآت العمومية
- مصالح التفقد والمراقبة
  - التفقدية الطبية والموازية الطبية
  - التفقدية الإدارية والمالية
  - التفقد الصيدلي
- الإدارة العامة للصحة
  - وحدة الطب الاستعجالي
  - إدارة البحث الطبي
  - الإدارة الفرعية لجودة الخدمات
  - الإدارة الفرعية للتراتيب ومراقبة المهن الصحية
  - إدارة الرعاية الصحية الأساسية
  - إدارة الطب المدرسي والجامعي
  - إدارة حفظ صحة الوسط وحماية
  - وحدة الصيدلة والدواء
  - وحدة مخابر البيولوجيا الطبية
  - الوحدة المركزية لبنوك الدم ونقل
  - الوحدة المركزية لتكوين الإطارات
  - وحدة النهوض بصحة الفم والأسنان
- الإدارة العامة للمصالح المشتركة
  - إدارة الموارد البشرية
  - إدارة الشؤون المالية
  - إدارة البناءات
  - إدارة التجهيز
  - إدارة التنظيم و الأساليب والإعلامية
  - الإدارة الفرعية للمعدّات
- الإدارة العامة للهياكل الصحية العمومية
  - إدارة التنظيم الإستشفائي
  - إدارة التقييم والتدقيق
- وحدة التشريع والنزاعات
- إدارة الدراسات والتخطيط

## قائمة الوزراء
| الوزير | الوزير                    | الحزب | الحزب                                               | الحكومة                                                                         | تواريخ العهدة  | تواريخ العهدة  |
| ------ | ------------------------- | ----- | --------------------------------------------------- | ------------------------------------------------------------------------------- | -------------- | -------------- |
|        | الصادق المقدم             |       | الحزب الحر الدستوري الجديد                          | حكومة الطاهر بن عمار                                                            | 17 سبتمبر 1955 | 15 أبريل 1956  |
|        | محمود الماطري             |       | الحزب الحر الدستوري الجديد                          | حكومة الحبيب بورقيبة الأولى                                                     | 15 أبريل 1956  | 29 يوليو 1957  |
|        | أحمد بن صالح              |       | الحزب الحر الدستوري الجديد                          | حكومة الحبيب بورقيبة الثانية                                                    | 29 يوليو 1957  | 3 يناير 1961   |
|        | المنذر بن عمار            |       | الحزب الحر الدستوري الجديد الحزب الاشتراكي الدستوري | حكومة الحبيب بورقيبة الثانية                                                    | 3 يناير 1961   | 11 نوفمبر 1964 |
|        | فتحي زهير                 |       | الحزب الاشتراكي الدستوري                            | حكومة الحبيب بورقيبة الثانية                                                    | 11 نوفمبر 1964 | 5 مايو 1966    |
|        | الهادي خفشة               |       | الحزب الاشتراكي الدستوري                            | حكومة الحبيب بورقيبة الثانية                                                    | 5 مايو 1966    | 8 سبتمبر 1969  |
|        | إدريس قيقة                |       | الحزب الاشتراكي الدستوري                            | حكومة الحبيب بورقيبة الثانية حكومة الباهي الأدغم حكومة الهادي نويرة             | 8 سبتمبر 1969  | 17 مارس 1973   |
|        | محمد مزالي                |       | الحزب الاشتراكي الدستوري                            | حكومة الهادي نويرة                                                              | 17 مارس 1973   | 31 مايو 1976   |
|        | منجي الكعلي               |       | الحزب الاشتراكي الدستوري                            | حكومة الهادي نويرة                                                              | 31 مايو 1976   | 26 ديسمبر 1977 |
|        | المنجي بن حميدة           |       | الحزب الاشتراكي الدستوري                            | حكومة الهادي نويرة                                                              | 26 ديسمبر 1977 | 13 سبتمبر 1987 |
|        | فؤاد المبزع               |       | الحزب الاشتراكي الدستوري                            | حكومة الهادي نويرة                                                              | 13 سبتمبر 1987 | 7 نوفمبر 1979  |
|        | الضاوي حنابلية            |       | الحزب الاشتراكي الدستوري                            | حكومة الهادي نويرة                                                              | 7 نوفمبر 1979  | 25 أبريل 1980  |
|        | رشيد صفر                  |       | الحزب الاشتراكي الدستوري                            | حكومة محمد المزالي                                                              | 25 أبريل 1980  | 14 أكتوبر 1983 |
|        | الحبيب التوهامي           |       | الحزب الاشتراكي الدستوري                            | حكومة محمد المزالي                                                              | 14 أكتوبر 1983 | 20 يناير 1984  |
|        | سعاد اليعقوبي             |       | الحزب الاشتراكي الدستوري التجمع الدستوري الديمقراطي | حكومة محمد المزالي حكومة رشيد صفر حكومة زين العابدين بن علي حكومة الهادي البكوش | 20 يناير 1984  | 26 يوليو 1988  |
|        | سعد الدين الزمرلي         |       | التجمع الدستوري الديمقراطي                          | حكومة الهادي البكوش                                                             | 26 يوليو 1988  | 11 أبريل 1989  |
|        | الدالي الجازي             |       | التجمع الدستوري الديمقراطي                          | حكومة الهادي البكوش حكومة حامد القروي                                           | 11 أبريل 1989  | 31 يوليو 1992  |
|        | الهادي مهني               |       | التجمع الدستوري الديمقراطي                          | حكومة حامد القروي حكومة محمد الغنوشي الأولى                                     | 31 يوليو 1992  | 23 يناير 2001  |
|        | عبد الكريم الزبيدي        |       | التجمع الدستوري الديمقراطي                          | حكومة محمد الغنوشي الأولى                                                       | 23 يناير 2001  | 8 أكتوبر 2001  |
|        | الحبيب مبارك              |       | التجمع الدستوري الديمقراطي                          | حكومة محمد الغنوشي الأولى                                                       | 8 أكتوبر 2001  | 20 نوفمبر 2004 |
|        | محمد رضا كشريد            |       | التجمع الدستوري الديمقراطي                          | حكومة محمد الغنوشي الأولى                                                       | 20 نوفمبر 2004 | 3 سبتمبر 2007  |
|        | المنذر الزنايدي           |       | التجمع الدستوري الديمقراطي                          | حكومة محمد الغنوشي الأولى                                                       | 3 سبتمبر 2007  | 17 يناير 2011  |
|        | مصطفى بن جعفر             |       | التكتل الديمقراطي من أجل العمل والحريات             | حكومة محمد الغنوشي الثانية                                                      | 17 يناير 2011  | 27 يناير 2011  |
|        | حبيبة الزاهي بن رمضان     |       | مستقل                                               | حكومة محمد الغنوشي الثانية حكومة الباجي قايد السبسي                             | 27 يناير 2011  | 1 يوليو 2011   |
|        | صلاح الدين السلامي        |       | مستقل                                               | حكومة الباجي قايد السبسي                                                        | 1 يوليو 2011   | 24 ديسمبر 2011 |
|        | عبد اللطيف المكي          |       | حركة النهضة                                         | حكومة حمادي الجبالي حكومة علي العريض                                            | 24 ديسمبر 2011 | 29 يناير 2014  |
|        | محمد الصالح بن عمار       |       | مستقل                                               | حكومة المهدي جمعة                                                               | 29 يناير 2014  | 6 فبراير 2015  |
|        | سعيد العايدي              |       | نداء تونس                                           | حكومة الحبيب الصيد                                                              | 6 فبراير 2015  | 27 أغسطس 2016  |
|        | سميرة مرعي                |       | آفاق تونس                                           | حكومة يوسف الشاهد                                                               | 27 أغسطس 2016  | 12 سبتمبر 2017 |
|        | سليم شاكر (توفي)          |       | نداء تونس                                           | حكومة يوسف الشاهد                                                               | 12 سبتمبر 2017 | 8 أكتوبر 2017  |
|        | محمد الطرابلسي (بالنيابة) |       | مستقل                                               | حكومة يوسف الشاهد                                                               | 9 أكتوبر 2017  | 18 نوفمبر 2017 |
|        | عماد الحمامي              |       | حركة النهضة                                         | حكومة يوسف الشاهد                                                               | 18 نوفمبر 2017 | 14 نوفمبر 2018 |
|        | عبد الرؤوف الشريف         |       | مشروع تونس                                          | حكومة يوسف الشاهد                                                               | 14 نوفمبر 2018 | 10 مارس 2019   |
|        | سنية بالشيخ (بالنيابة)    |       | نداء تونس                                           | حكومة يوسف الشاهد                                                               | 10 مارس 2019   | 27 فبراير 2020 |
|        | عبد اللطيف المكي          |       | حركة النهضة                                         | حكومة إلياس الفخفاخ                                                             | 27 فبراير 2020 | 15 جويلية 2020 |
|        | حبيب كشَوْ (بالنيابة)       |       | مستقل                                               | حكومة إلياس الفخفاخ                                                             | 15 جويلية 2020 | 2 سبتمبر 2020  |
|        | فوزي المهدي               |       | مستقل                                               | حكومة هشام المشيشي                                                              | 2 سبتمبر 2020  | 20 جويلة 2021  |
|        | محمد الطرابلسي (بالنيابة) |       | مستقل                                               | حكومة هشام المشيشي                                                              | 20 جويلة 2021  | 6 أوت 2021     |
|        | علي مرابط                 |       | مستقل                                               | حكومة نجلاء بودن                                                                | 6 أوت 2021     | إلى الآن       |

## مؤسسات تحت الإشراف
تشرف وزارة الصحة على العديد من المؤسسات:
المؤسسات العمومية للصحة ذات صبغة غير إدارية
- الشركة التونسية للصناعات الصيدلية
- الديوان الوطني للأسرة والعمران البشري
- مركز الإعلامية لوزارة الصحة العمومية
- الوكالة الوطنية للرقابة الصحية والبيئية للمنتجات
- ديوان المياه المعدنية

المؤسسات العمومية للصحة
- مركز الإصابات والحروق البليغة محمد البوعزيزي
- مستشفى المنجي سليم بالمرسى
- مستشفى الحبيب ثامر
- مستشفى عزيزة عثمانة
- مستشفى شارل نيكول
- مستشفى الرابطة
- معهد صالح عزيز
- معهد الهادي الرايس لأمراض العيون
- المعهد الوطني المنجي بن حميدة لأمراض الأعصاب
- معهد محمد القصاب للجبر وتقويم الأعضاء
- معهد باستور بتونس
- مركز التوليد وطب الرضيع
- مستشفى البشير حمزة للأطفال
- مستشفى عبد الرحمان مامي للأمراض الصدرية
- مستشفى الرازي للأمراض العقلية
- المعهد الوطني للتغذية والتكنولوجيا الغذائية
- مستشفى سهلول بسوسة
- مستشفى فرحات حشاد بسوسة
- مستشفى فطومة بورقيبة بالمنستير
- مستشفى الهادي شاكر بصفاقس
- مستشفى الحبيب بورقيبة بصفاقس
- المركب الصحي بجبل الوسط

المؤسسات العمومية للصحة ذات صبغة إدارية
المراكز والمعاهد
- المركز الوطني لنقل الدم
- المركز الوطني للمساعدة الطبية العاجلة
- المركز الوطني للحماية من الأشعة
- المركز الوطني للحذر من نتائج استعمال الأدوية
- المركز الوطني للطب المدرسي والجامعي
- مركز التصوير بالرنين المغناطيسي
- المركز الوطني لزرع النخاع العظمي
- المركز الوطني للنهوض بزرع الأعضاء
- مركز الدراسات الفنية والصيانة البيوطبية والاستشفائية
- المركز الوطني للتكوين البيداغوجي لإطارات الصحة العمومية
- مصحة طب وجراحة الأسنان بالمنستير
- المخبر الوطني لمراقبة الأدوية
- المعهد الوطني للصحة العمومية
- معهد التكوين المستمر لأعوان الصحة بالمنستير

مدارس الصحة
- المدرسة العليا لعلوم وتقنيات الصحة بتونس
- المدرسة العليا لعلوم وتطبيقات الصحة بالمنستير
- المدارس المهنية للصحة العمومية: تونس، منزل بورقيبة، نابل، جندوبة، بباجة، الكاف، سليانة، القصرين، القيروان، سوسة، المهدية، صفاقس، قفصة، توزر، سيدي بوزيد، قابس، قبلي، مدنين، تطاوين.

المراكز الجهوية للطب المدرسي والجامعي
المستشفيات الجهوية
المستشفيات المحلية
المرصد الوطني للأمراض الجديدة والمستجدة

## روابط خارجية
- موقع وزارة الصحة التونسية.